# 菲弗曼-舒特序數
在數學中，菲弗曼-舒特序數 Γ0 是一個大可數序數。它是若干數學理論的序分析依據。它以所羅門·菲弗曼和庫爾特·舒特命名。
人們有時稱它是第一個非斷言序數，雖然這是有爭議的，部分原因是由於沒有普遍接受的確切定義“非斷言”。有時，序數如果少於Γ0就被稱為斷言。

## 定義
菲弗曼-舒特序數被定義為如下最小的序數，其不能以從0開始的、使用序數加法與韋伯倫函數 φα(β)的方法來得到。這就是說，它是最小的 α 即滿足 φα(0) = α.